# Kamienica przy ulicy Kościuszki 2 w Katowicach
Kamienica przy ulicy T. Kościuszki 2 w Katowicach – kamienica mieszkalno-usługowa, znajdująca się w Śródmieściu Katowic, przy ulicy Tadeusza Kościuszki 2, róg z ulicą Jana Kochanowskiego. Została ona oddana do użytku 1898 roku, a powstała ona według projektu pochodzącego z Katowic Edmunda Trossina.

## Historia
Jeszcze w latach 70. XIX wieku mniej więcej w tym miejscu stał samotny, cofnięty w stosunku do ówczesnej Beatestrasse, dom Johanna Zaianza (lub Zaionca). Obecny obiekt pochodzi z 1898 roku. Został wzniesiony według projektu architekta Edmunda Trossina z Katowic. Początkowo na parterze znajdowała się restauracja Bristol (od strony ul. J. Kochanowskiego) oraz sklepy (od strony ul. T. Kościuszki). Od 1911 roku właścicielem restauracji był Johann Karl Schössler. W 1914 roku w lokalu obok restauracji Johann Wyk uruchomił sklep optyczny, który później przeniósł się na ul. św. Jana pod nr 13. 
W latach międzywojennych na I piętrze pod nr 2 mieściła się kancelaria adwokacka, którą prowadzili Edmund Kaźmierczak i A. Dzięcioł. Na wyższych kondygnacjach znajdowały się mieszkania, a na poddaszu i w piwnicy pomieszczenia składowe i gospodarcze. W latach 30. XX wieku mieszkał tu m.in. śląski działacz niepodległościowy Jan Józef Ludyga-Laskowski. W latach międzywojennych w miejscu restauracji Maks Buchband otworzył kawiarnię "Esplanada", w której w godzinach od 17.00 do 24.00 odbywały się koncerty „salonowe”.

## Architektura
Budynek zbudowany jest w stylu historyzmu, posiada cztery kondygnacje nadziemne, podpiwniczenie oraz poddasze. Frontowa elewacja (od strony ul. T. Kościuszki) jest siedmioosiowa, symetryczna, ozdobiona płaskimi ryzalitami: środkowym i dwoma skrajnymi. Od strony ul. J. Kochanowskiego elewacja sześcioosiowa, z dwoma płaskimi ryzalitami. Narożnik kamienicy jest ścięty, jednoosiowy. Obydwie elewacje są wykonane z cegły, parter jest tynkowany. Na parterze znajdują się prostokątne witryny. Budynek posiada bogaty detal architektoniczny. Prostokątne okna ujęte są w opaski z uszakami, zwieńczone są zróżnicowanymi naczółkami: trójkątnymi, odcinkowymi lub prostymi odcinkami gzymsów nadokiennych. Dodatkową ozdobą elewacji są gzymsy podokienne, mocno wysunięty gzyms wieńczący oraz w partii dachu – szczyty i lukarny.